# Le Carnaval romain
Le Carnaval romain op. 9 est une ouverture caractéristique basée sur des thèmes de l'opéra Benvenuto Cellini d'Hector Berlioz, dédiée au Prince de Hechingen-Hohenzollern et créée le 3 février 1844 salle Herz à Paris,.
En 1838, son opéra Benvenuto Cellini, d’après la vie du célèbre sculpteur italien de la Renaissance, ayant été un échec en France (il n'y eut que sept représentations), Berlioz composa une grande pièce symphonique de concert à partir de deux thèmes extraits du premier acte.
Nullement écrite pour remplacer l'ouverture originale, Le Carnaval romain est un excellent exemple de mise en application des principes du grand traité d'instrumentation et d'orchestration modernes publié la même année.
- Le premier thème, andante sostenuto, emprunté à la cantilène de Cellini Ô Térésa, vous que j’aime plus que ma vie, est confié au cor anglais solo, suivi d'une orchestration subtile du duo Cellini/Térésa (altos/petits bois).
- Le deuxième, danse endiablée transtévérine, est un rapide saltarello à 6/8 évoquant le Carnaval de Rome vers la fin du premier acte. Il donne son titre à l'œuvre.

À noter la réexposition du premier thème en canon (fugato des violoncelles, altos, bassons, flûtes, hautbois, violons) sur le rythme d'accompagnement du saltarello.
La durée moyenne d'exécution de l'œuvre est d'environ 9 minutes.

## Orchestration
Le Carnaval romain est écrit pour orchestre symphonique.
| Instrumentation du Carnaval romain                                                                  |
| Cordes                                                                                              |
| premiers violons, seconds violons, altos, violoncelles, contrebasses.                               |
| Bois                                                                                                |
| 2 flûtes, l'une jouant du piccolo 2 hautbois, l'un jouant du cor anglais, 2 clarinettes, 2 bassons. |
| Cuivres                                                                                             |
| 2 cors en ut, 2 cors en mi, 2 trompettes en ré, 2 cornets en la, 3 trombones.                       |
| Percussions                                                                                         |
| timbales en la et en mi, 2 tambourins, triangle, cymbales.                                          |

## Structure
- Allegro assai con fuoco, la majeur, 
 ( = 156) puis 
 ;
- Andante sostenuto, do majeur puis mi majeur, la majeur, 
 ( = 52) ;
- Tempo I. Allegro vivace, la majeur, 
 avec quelques alternances de 
.

## Postérité
En 1985, Le Carnaval romain est interprété au concert du nouvel an à Vienne, sous la direction de Lorin Maazel. C'est la première et unique fois où une œuvre de Berlioz est entendue lors de ce traditionnel concert.